# 금천구립시흥도서관
가산도서관은 서울특별시 금천구 가산동에 소재한 도서관이다.

## 연혁
- 2009년 5월 29일 사업계획수립
- 2011년 4월 12일 착공
- 2013년 7월 8일 준공
- 2013년 10월 21일 도서관개관

## 시설현황
- 1층: 도서관입구, 주차장
- 2층: 어린이자료실, 북소리방(모자실), 수유실 및 편의시설
- 3층: 종합자료실, 멀티미디어실
- 4층: 강의실, 세미나실, 열람실, 노트북실
- 그 외[3]: 장애인코너, 정기간행물실

## 이용방법
이용시간
| 구분         | 평일          | 주말(토,일)   |
| ------------ | ------------- | ------------- |
| 어린이자료실 | 09:00 ~ 18:00 | 09:00 ~ 17:00 |
| 종합자료실   | 09:00 ~ 22:00 | 09:00 ~ 17:00 |
| 멀티미디어실 | 09:00 ~ 20:00 | 09:00 ~ 17:00 |
| 열람실       | 07:00 ~ 22:00 | 07:00 ~ 22:00 |

휴관일
- 정기휴관일: 매월 첫번째, 세번째 금요일
- 일요일을 제외한 법정 공휴일(공휴일과 겹친 일요일 휴관)
- 임시휴관일: 도서관 사정으로 임시로 정하는 휴일

대출방법
- 1인당 3권, 대출기간 2주
(독산도서관, 가산도서관, 시흥도서관, 금나래도서관, 작은도서관에서 대출한 도서 권 수 포함)
- 연체일수만큼 대여 불가
- 연장은 권당 1주일

## 참조
1. ↑  금천구립도서관 통합사이트
2. ↑  자료현황 데이터 없음
3. ↑  시설현황에 층수를 입력되지 않은 공간